# Distretto di N'Goussa
Il distretto di N'Goussa è un distretto della Provincia di Ouargla, in Algeria.

## Comuni
Il distretto di N'Goussa comprende 1 comune:
- N'Goussa